# Denatonium-benzoát
Denatonium-benzoát (obchodním názvem Bitrex, Vilex či Aversion) je bílá krystalická látka bez zápachu, nejvíce hořká látka na světě. Používá se k denaturaci lihu a přidává se do jedů, čisticích a jiných prostředků proti jejich požití dětmi nebo domácími zvířaty v koncentracích okolo 10–100 ppm. Koncentrace 10 ppm je totiž už pro většinu lidí nesnesitelně hořká. Práh citlivosti je pouhých 0,05 ppm (tzn. zředění 1 : 20 000 000). Byl objeven v roce 1958.